# فرانسه در المپیک تابستانی ۱۸۹۶
فرانسه در بازی‌های المپیک تابستانی ۱۸۹۶ که در شهر آتن یونان برگزار شد، کاروان فرانسه با ۱۳ ورزشکار در این رقابت‌ها شرکت کرد و موفق به کسب ۱۱ مدال (۵ طلا، ۴ نقره، ۲ برنز) شد. در جدول رتبه‌بندی توزیع مدال‌ها، فرانسه در ردهٔ ۴ مسابقات قرار گرفت.